# Aegialomys
Aegialomys là chi chuột trong họ Cricetidae, chúng gồm các loài chuột ăn cây lúa từ vùng đất thấp và vùng núi phía tây Peru và Ecuador, bao gồm quần đảo Galápagos. Chúng thuộc nhóm chuột Tân Thế giới, phân bố ở châu Mỹ.

## Phân loại
Các loài trong chi này trước đây được đặt trong chi Oryzomys, nhưng theo nghiên cứu khác thì chi này có liên quan chặt chẽ hơn với một nhóm có chứa các loài trong chi Nectomys và Sigmodontomys, hơn là chi chuột gạo Oryzomys. Tên gọi chung Aegialomys có nghĩa là "những con chuột ven biển" trong tiếng Hy Lạp cổ đại (gồm: αιγιαλός có nghĩa là "bờ biển" và μῦς: có nghĩa là "chuột") để chỉ về sự xuất hiện ven biển chủ yếu của các loài trong chi.
Các loài trong chi Aegialomys có màu xám da bò ở lưng, phần lưng được phân chia rõ ràng từ lớp vỏ bụng trắng đến vàng nhạt. Chúng có đôi tai tương đối ngắn. Đuôi dài bằng hoặc dài hơn cơ thể và tối hơn ở dưới. Có hai loài thường được công nhận và mô tả trong chi. Tuy nhiên, có một loài thứ ba không được mô tả ở bờ biển Ecuador và tình trạng của hai từ đồng nghĩa của A. xanthaeolus, ica Osgood, 1944 và baroni J.A. Allen, 1897, hiện vẫn chưa được giải quyết. Ngoài ra, phân loài A. galapagoensis bauri đôi khi được coi là một loài riêng.